# Gregory Walcott
Gregory Walcott, nato Bernard Mattox (Wendell, 13 gennaio 1928 – Los Angeles, 20 marzo 2015), è stato un attore statunitense.

## Biografia
Prestò servizio nell'esercito degli Stati Uniti durante la seconda guerra mondiale e la guerra di Corea. Dotato di un fisico imponente (era alto 1,93m), recitò in molte serie televisive, soprattutto di genere western. Sul grande schermo apparve in ...e poi lo chiamarono il Magnifico (1972), dove fu scelto per sostituire Bud Spencer, e in diversi film accanto a Clint Eastwood.
Ma per sua stessa ammissione il suo ruolo più noto è quello del protagonista del "cult" Plan 9 from Outer Space (1956) di Edward D. Wood Jr.. Walcott dichiarò anni dopo in un'intervista: "non volevo essere ricordato per quel film, ma è meglio essere ricordato per qualcosa che per niente." La sua ultima apparizione fu un cameo nel film biografico Ed Wood (1994).

## Filmografia

### Cinema
- Duello nella foresta (Red Skies of Montana), regia di Joseph M. Newman (1952)
- Fearless Fagan, regia di Stanley Donen (1952)
- Uragano su Yalù (Battle Zone), regia di Lesley Selander (1952)
- Il prezzo del dovere (Above and Beyond), regia di Melvin Frank e Norman Panama (1952)
- Prima dell'uragano (Battle Cry), regia  di Raoul Walsh (1955)
- La straniera (Strange Lady in Town), regia di Mervyn LeRoy (1955)
- La nave matta di Mr. Roberts (Mister Roberts), regia di John Ford, Mervyn LeRoy e Joshua Logan (1955)
- Una tigre in cielo (The McConnell Story), regia di Gordon Douglas (1955)
- I dominatori di Fort Ralston (Texas Lady), regia di Tim Whelan (1955)
- Corte marziale (The Court-Martial of Billy Mitchell), regia di Otto Preminger (1955)
- Mia moglie è di leva (The Lieutenant Wore Skirts), regia di Frank Tashlin (1956)
- Giungla d'acciaio (The Steel Jungle), regia di Walter Doniger (1956)
- Duello al Passo Indio (Thunder Over Arizona), regia di Joseph Kane (1956)
- The Persuader, regia di Dick Ross (1957)
- Jet Attack, regia di Edward L. Cahn (1958)
- I tre sceriffi (Badman's Country), regia di Fred F. Sears (1958)
- Plan 9 from Outer Space, regia di Edward D. Wood Jr. (1959)
- Un generale e mezzo (On the Double), regia di Melville Shavelson (1961)
- Il sesto eroe (The Outsider), regia di Delbert Mann (1961)
- Capitan Newman (Captain Newman M.D.), regia di David Miller (1963)
- Changes, regia di Hall Bartlett (1969)
- Arma da taglio (Prime Cut), regia di Michael Ritchie (1972)
- Joe Kidd, regia di John Sturges (1972)
- ...e poi lo chiamarono il Magnifico, regia di E.B. Clucher (1972)
- Il diavolo del volante (The Last American Hero), regia di Lamont Johnson (1973)
- Sugarland Express (The Sugarland Express), regia di Steven Spielberg (1974)
- Una calibro 20 per lo specialista (Thunderbolt and Lightfoot), regia di Michael Cimino (1974)
- Assassinio sull'Eiger (The Eiger Sanction), regia di Clint Eastwood (1975)
- La battaglia di Midway (Midway), regia di Jack Smight (1976)
- Filo da torcere (Every Which Way but Loose), regia di James Fargo (1978)
- Norma Rae, regia di Martin Ritt (1979)
- La casa di Helen (House II: The Second Story), regia di Ethan Wiley (1987)
- Ed Wood, regia di Tim Burton (1994)

### Televisione
- Navy Log – serie TV, episodio 1x38 (1956)
- Crusader – serie TV, episodio 1x37 (1956)
- Sugarfoot – serie TV, episodio 1x10 (1958)
- 26 Men – serie TV, episodi 1x31-2x03 (1958)
- Perry Mason – serie TV, episodio 2x23 (1959)
- Maverick – serie TV, episodio 3x07 (1959)
- Wichita Town – serie TV, episodio 1x14 (1960)
- Gli uomini della prateria (Rawhide) – serie TV, 5 episodi (1960-1964)
- The Aquanauts – serie TV, episodio 1x14 (1961)
- G.E. True – serie TV, episodio 1x25 (1963)
- Dakota (The Dakotas) – serie TV, episodio 1x05 (1963)
- A Man Called Shenandoah – serie TV, episodi 1x16-1x27 (1966)
- Shane – serie TV, episodio 1x07 (1966)
- Ai confini dell'Arizona (The High Chaparral) – serie TV, episodi 2x24-3x24 (1969-1970)
- La casa nella prateria (Little House on the Prairie) – serie TV, episodio 2x04 (1975)
- La famiglia Bradford (Eight Is Enough) – serie TV, episodio 1x09 (1977)
- CHiPs – serie TV, episodio 2x17 (1979)
- La signora in giallo (Murder, She Wrote) – serie TV, episodi 1x04-2x13-7x16 (1984-1991)

## Doppiatori italiani
Nelle versioni in italiano delle opere in cui ha recitato, Gregory Walcott è stato doppiato da:
- Glauco Onorato in ...e poi lo chiamarono il Magnifico, Assassinio sull'Eiger
- Gianni Vagliani in La signora in giallo (ep. 1x04), Ed Wood
- Renato Turi in I tre sceriffi
- Luciano De Ambrosis in Arma da taglio
- Carlo Alighiero in Joe Kidd
- Vittorio Di Prima in La battaglia di Midway
- Michele Kalamera in La famiglia Bradford
- Rino Bolognesi in La signora in giallo (ep. 2x13)
- Luigi Montini in La casa di Helen